# فريدرش فيلهلم الثالث ملك بروسيا

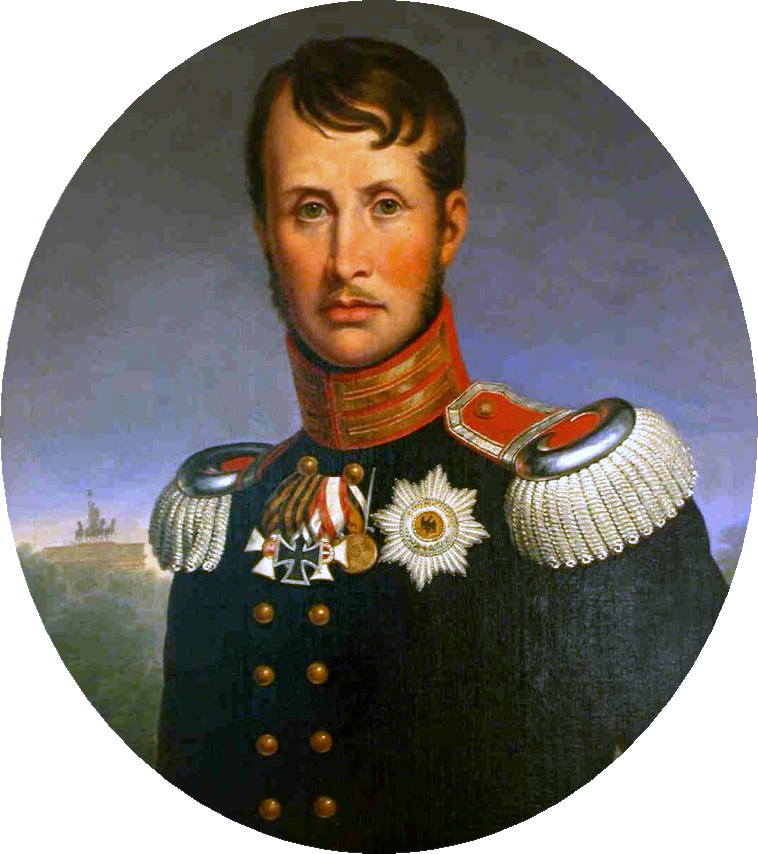
فريدرش فيلهلم الثالث

الملك فريدريك وليام الثالث ((بالألمانية: Friedrich Wilhelm III.)؛ بوتسدام، 3 أغسطس 1770 - برلين، 7 يونيو 1840) ابن وخليفة فريدرش فيلهلم الثاني ملك بروسيا وفريديريكه لويزه، حكم ملكاً على بروسيا بين عامي 1797-1840. كان في اتحاد شخصي الأمير السيد لإمارة نوشاتيل (1797–1806 ومرة أخرى 1813–1840).

## حياته المبكر
ولد فريدرش فيلهلم في بوتسدام عام 1770 إبناً للملك فريدرش فيلهلم الثاني وفريديريكه لويزه هسن دارمشتات. اعتبر صبياً خجولاً ومتحفظاً، الأمر الذي أصبح ملحوظاً خصوصاً في محادثاته قليلة الكلام والمتميزة بعدم وجود الضمائر الشخصية. ومع ذلك، فقد اعتبر هذا مثالياً للقادة العسكريين.
طفلاً، وبطبيعة الفترة، عهد والده فريدرش فيلهلم (الواقع تحت تأثير عشيقته فيلهلمينه فون ليشتناو) به إلى المعلمين. قضى جزءاً من الزمن في قرية بارتس، التي يملكها الجندي الكونت العجوز هانس فون بلومنتال الذي كان حاكماً لشقيقه الأمير هاينريش. وبالتالي نشؤوا جزئياً مع نجل الكونت، والذي رافقهم في جولتهم الكبرى في ثمانينات القرن الثامن عشر. كان فريدرش فيلهلم سعيداً في بارتس، ولهذا السبب اشتراه من صديق طفولته وحوله إلى استراحة ملكية ريفية هامة في عام 1795. كان صبي كئيباً، ولكنه نشأ ورعاً وصادقاً. كان ضمن معلميه المسرحي يوهان إنغل.
كجندي، تلقى التدريب المعتاد لولي العهد البروسي، وحصل رتبة الملازم في عام 1784، وأصبح عقيد في عام 1790، وشارك في الحملات ضد فرنسا بين عامي 1792-1794. في 24 ديسمبر عام 1793، تزوج فريدرش فيلهلم من لويزه مكلنبورغ ستريليتس، والتي أنجبت له عشرة أبناء. عاش فريدرش فيلهلم في قصر ولي العهد كرونبرينسنباليه (Kronprinzenpalais) ببرلين حياة مدنية خالية من المشاكل الزوجية، ولم تتغير حتى بعدما أصبح ملك بروسيا سنة 1797.

## الحكم

المونوغرام الملكي

ارتقى فريدرش فيلهلم الثالث العرش في 16 نوفمبر 1797. ومالبث الملك الجديد أن سعى بنية طيبة لخفض نفقات المؤسسة الملكية، فأقال وزراء والده، وأصلح أكثر انتهاكات العهد السابق ظلماً. إلا أنه لسوء الحظ، كان لديه كل تصميم آل هوهنتسولرن للاحتفاظ بالسلطة شخصية من دون عبقرية آل هوهنتسولرن لاستخدامه. لم يثق كثيراً في تفويضه المسؤولية إلى وزرائه، كان متردداً جداً في رغبته في النقد واتبع دورة متسقة لنفسه.
اشمأز فريدرش فيلهلم الثالث من فجور بلاط والده الأخلاقي (من مؤامرات سياسية وأمور جنسية)، وكان مسعاه الأول استعادة الأخلاقيات إلى سلالته. ذهب حرصه لاستعادة كرامة عائلته أبعد من ذلك حتى كاد يسبب إلغاء مشروع النحات يوهان غوتفريد شادوف Prinzessinnengruppe، والذي كلفه به الملك السابق فريدرش فيلهلم الثاني. ونقل عنه قوله ما يلي، والذي يظهر شعوره بالواجب بطريقة خطابة غريبة:
| فريدرش فيلهلم الثالث ملك بروسيا | لكل موظف مدني التزام مزدوج: اتجاه الحكم واتجاه البلد. وقد لا يتوافق الاثنان، عندها، يعلو الواجب اتجاه البلد. | فريدرش فيلهلم الثالث ملك بروسيا |

حاول فريدرش فيلهلم ومستشاروه اتباع سياسة الحياد في البداية الحروب النابليونية. ورغم نجاحهم في البقاء خارج حرب التحالف الثالث في عام 1805، في نهاية المطاف مال فريدرش فيلهلم إلى موقف الملكة التي قادت الجناح البروسي المؤيد للحرب، فدخل الحرب في أكتوبر 1806. في 14 أكتوبر 1806، هزم الفرنسيون الجيش البروسي بقيادة فريدرش فيلهلم في معركة يينا-أويرشتيد، وانهار الجيش البروسي. وفرت العائلة المالكة إلى ميمل، بروسيا الشرقية، حيث سقطت تحت رحمة إمبراطور روسيا ألكسندر الأول (الذي سرت شائعات عن وقوعه في حب الملكة لويزه).

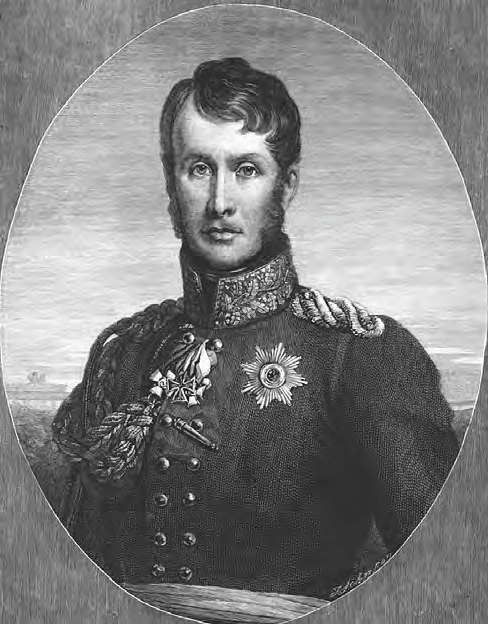
منصاعاً وبطيئاً في الاعتراف بالخطر الفرنسي المتنامي، قرار فريدرش بالحرب عام 1806 انتهى بذل وطني.

تكبد الكسندر أيضا الهزيمة على يد الفرنسيين، ووقعت فرنسا صلاحاً مع روسيا وبروسيا في تيلسيت على نهر النيمان. تعامل نابليون مع بروسيا بقسوة شديدة، رغم مقابلة الملكة الحامل الشخصية مع الإمبراطور الفرنسي. خسرت بروسيا العديد من أراضيها البولندية، وكذلك جميع الأراضي غرب نهر إلبه، واجبر على تمويل تعويضات كبيرة وللدفع للقوات الفرنسية لاحتلال نقاط القوة الرئيسية داخل المملكة.
رغم أن الملك غير الفعال نفسه بدى مستسلماً لمصير بروسيا، عدة وزراء إصلاحيين من أمثال البارون فوم شتاين والأمير فون هاردنبرغ وفون شارنهورست والكونت غنايسناو أقروا إصلاحات بروسية إدارية وعسكرية، وبتشجيع من الملكة (التي توفيت مخلفة أساً كبيراً في عام 1810).
في عام 1813، إثر هزيمة نابليون في روسيا، تحول فريدرش فيلهلم ضد فرنسا ووقع تحالفاً مع روسيا في كاليش، رغم أنه اضطر للفرار من برلين التي ماتزال تحت الاحتلال الفرنسي. لعبت القوات البروسية دورا رئيسياً في انتصارات الحلفاء عامي 1813 و 1814، وسار الملك نفسه مع جيش الأمير شوارسنبرغ الرئيسي، إلى جانب ألكسندر روسيا وفرانسيس النمسا.
في مؤتمر فيينا، تمكن وزراء فريدرش فيلهلم من تأمين الزيادات الإقليمية الهامة لبروسيا، رغم فشلهم في ضم كامل ساكسونيا، كما كان يتمنون. في أعقاب الحرب، تحول فريدرش فيلهلم نحو رد الفعل السياسي، وتخلى عن الوعود التي قدمها في عام 1813 بشأن وضع دستور لبروسيا.

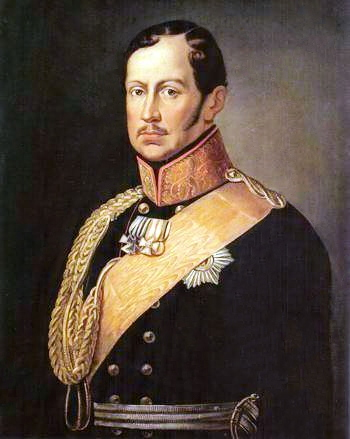
فريدرش فيلهلم الثالث

في عام 1824 تزوج فريدرش فيلهلم الثالث (مرغنطياً) من الكونتيسة أوغسته فون هراخ، أميرة لغنيتسا.
توفي في 7 حزيران 1840 ببرلين. وخلفه ابنه الأكبر، فريدرش فيلهلم الرابع. ودفن فريدرش فيلهلم الثالث في الضريح في شلوسبارك شارلوتنبورغ، برلين.

## الأبناء
| الاسم                      | الولادة        | الوفاة         | ملاحظات |
| -------------------------- | -------------- | -------------- | --- |
| طفلة ولدت ميتة             | 1 أكتوبر 1794  | 1 أكتوبر 1794  | ولدت ميتة |
| فريدرش فيلهلم الرابع       | 15 أكتوبر 1795 | 2 يناير 1861   | تزوج من إليزابيث لودوفيكا بافاريا (1801-1873)، ولم يـُرزقا بأبناء.                                                                         |
| فيلهلم الأول               | 22 مارس 1797   | 9 مارس 1888    | تزوج من أوغستا ساكس فايمار-إيزنباخ (1811-1890)، ورُزقا بأبناء.                                                                             |
| الأميرة شارلوته بروسيا     | 13 يوليو 1798  | 1 نوفمبر 1860  | تزوجت من نيكولاي الأول قيصر روسيا (1796-1855)، ورُزقا بأبناء.                                                                              |
| الأميرة فريدريكه بروسيا    | 14 أكتوبر 1799 | 30 مارس 1800   | توفيت طفلة |
| الأمير كارل بروسيا         | 29 يوليو 1801  | 21 يناير 1883  | تزوج من الأميرة ماري ساكسونيا فايمر أيزناخ (1808 -1877)، ورُزقا بأبناء.                                                                    |
| الأميرة ألكساندرينه بروسيا | 23 فبراير 1803 | 21 أبريل 1892  | تزوجت من باول فريدرش، دوق مكلنبورغ الأكبر (1800-1842)، ورُزقا بأبناء.                                                                      |
| الأمير فرديناند بروسيا     | 13 ديسمبر 1804 | 1 أبريل 1806   | توفي طفلاً |
| الأميرة لويز بروسيا        | 1 فبراير 1808  | 6 ديسمبر 1870  | تزوجت من الأمير فريدريك أورنج نساو (1797-1881)، ورُزقا بأبناء.                                                                             |
| الأمير ألبرشت بروسيا       | 4 أكتوبر 1809  | 14 أكتوبر 1872 | تزوج من الأميرة ماريانه أورنج نساو (1810-1883)، ورُزقا بأبناء، ثم تزوج ثانية من روزالي فون راوخ (1820-1879)، كونتيسة هوهناو، ورُزقا بأبناء. |

## روابط خارجية
- فريدرش فيلهلم الثالث ملك بروسيا على موقع الموسوعة البريطانية (الإنجليزية)
- فريدرش فيلهلم الثالث ملك بروسيا على موقع ميوزك برينز (الإنجليزية)
- فريدرش فيلهلم الثالث ملك بروسيا على موقع ديسكوغز (الإنجليزية)